# Вельки-Кривань
Вельки-Кривань — горная вершина в Словакии.
Гора расположена в главном хребте горного массива Малая Фатра. Является высшей точкой этого горного массива.
Высота над уровнем моря — 1709 м.
На Вельки-Кривань и в её окрестностях обитают многие исчезающие виды растений и животных. Популярный туристический объект.